# Alberto Brandi
Alberto Brandi (Milano, 31 dicembre 1963) è un giornalista e conduttore televisivo italiano.

## Biografia
Negli anni ottanta inizia a collaborare con alcune radio e televisioni private della Lombardia dove si occupa di calcio. Nel 1991 diventa giornalista della nascente Redazione Sportiva R.T.I. (oggi Sport Mediaset). Nei primi anni si alterna con altri colleghi nella conduzione di Studio Sport e Italia 1 Sport. Dal 1996 conduce il programma che lo rende noto al grande pubblico: Guida al campionato, rotocalco calcistico domenicale di Italia 1, poi trasmesso anche il sabato in seconda serata, che conduce per 10 stagioni sino al 2006, al fianco di vari comici, tra i quali Gene Gnocchi, Max Pisu, e di Maurizio Mosca. In occasione dei Mondiali di Francia 1998 conduce la trasmissione Italia 1 Sport Speciale Mondiali insieme ad altri giornalisti e del Campionato europeo di calcio 2000 conduce la trasmissione Italia 1 Sport Speciale Euro 2000, alternandosi alla conduzione con la partecipazione di Massimo De Luca. Commenta anche diverse partite di Champions League e Coppa Uefa/Europa League.
Dalla stagione 2008/2009 conduce Controcampo, che ha ereditato da Sandro Piccinini, insieme a Federica Fontana, presente in tutte le edizioni di Guida al campionato dal 2002, Enrico Bertolino e Paolo Casarin; nella stagione 2007-2008 il posto di Federica Fontana viene preso da Laura Barriales, e partecipa al programma anche Giacomo Valenti. Nella stagione successiva, Cristina Chiabotto prende il posto di Federica Fontana. Quest'ultima per la stagione 2009-2010 lascia il posto all'ex velina Melissa Satta. Dalla stagione 2010-2011 è presente Alessia Ventura, fidanzata del calciatore Filippo Inzaghi. Dal 2009 al 2010, inoltre, ha condotto gli studi pre e postpartita della UEFA Champions League su Premium Calcio. Nel settembre 2010 diventa coordinatore delle attività extra televisive della redazione sportiva di Mediaset diventando responsabile del sito SportMediaset.it, ruolo ricoperto fino a novembre 2014.
Nella stagione 2011-2012 conduce Controcampo Linea Notte, spazio d'approfondimento calcistico in onda su Italia 1, insieme a Giuseppe Cruciani e Diego Abatantuono. Dal 2012 conduce Speciale Champions League con svariati opinionisti. Dal 3 novembre 2014 è il nuovo direttore della redazione di Sport Mediaset al posto di Claudio Brachino, che conduce il programma televisivo della seconda serata di Canale 5 Top Secret e di Premium Sport, la testata sportiva di Mediaset Premium. Nel 2018 torna in televisione come ospite del programma Balalaika - Dalla Russia col pallone per i Mondiali 2018. Nel 2019 e nel 2020 conduce su Canale 5 Pressing Champions League poi dal 2020 si è trasformato in Champions League LIVE, l'ex Speciale Champions League.
Dal 17 giugno 2019, diventa condirettore di Sport Mediaset. Da questa data infatti, il notiziario viene fatto confluire in NewsMediaset, e Andrea Pucci diventa anche il direttore del notiziario sportivo di Italia 1.